# Katanuki

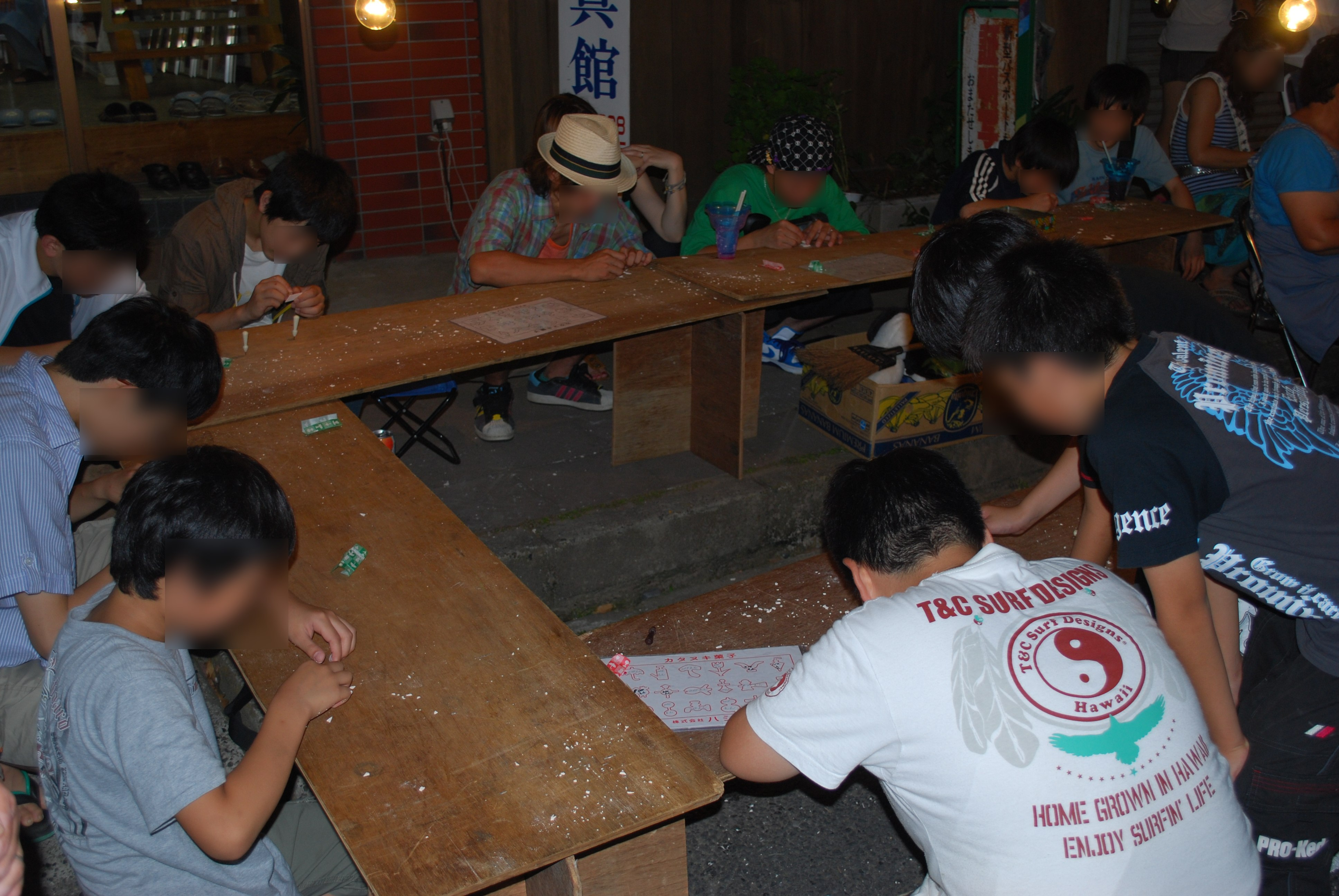
Trẻ em tập chơi trò katanuki

Katanuki (tiếng Nhật: カタヌキ) là một trò chơi phổ biến thường xuất hiện tại các lễ hội của Nhật Bản, trong đó người chơi sẽ được nhân một khuôn kẹo màu làm từ bột mì, tinh bột hoặc đường, có viền hình động vật, ngôi sao, hoa anh đào, v.v. Nhiệm vụ của người chơi là phải dùng kim hoặc tăm tách các hình đó ra khỏi viền sao cho kẹo không bị vỡ. Người nào có thể khéo léo tách tất cả số kẹo ra khỏi khuôn mà không bị nứt hay vỡ sẽ là người giành chiến thắng trong trò chơi.

## Tổng quan
Tên đầy đủ của katanuki là katanukigashi (型抜き菓子 katanukigashi) , nhưng nó thường được gọi tắt là katanuki (かたぬき katanuki)  hoặc đơn giản là nuki (ぬき nuki)  . Mặc dù được gọi là kẹo nhưng katanuki lại không thể ăn được do các nguyên liệu trong đó có hại cho sức khỏe và không ngon miệng, và do vậy, katanuki thường không dùng để ăn mà chỉ để chơi.
Katanuki đã từng là một món hàng thường xuyên được chở bằng các xe đẩy tekiya (xe bán rong) khi lễ hội Thần đạo ennichi được tổ chức) nhưng hiện nay thì ít phổ biến hơn. Ngoài xe đẩy, Katanuki đôi khi cũng được bán ở các cửa hàng bánh kẹo nhỏ, nhưng ngày nay thì hình thức này hiếm thấy. Trước đây, nó cũng từng xuất hiện trong các chương trình truyện tranh.